# 22137 Аннетталі
22137 Аннетталі (2000 VM15, 1998 HU127, 22137 Annettelee) — астероїд головного поясу, відкритий 1 листопада 2000 року.
Тіссеранів параметр щодо Юпітера — 3,443.